# Franz Hofer (Fußballspieler)
Franz Hofer (* 4. September 1918; † 16. Dezember 1990) war ein österreichischer Fußballspieler.

## Karriere

### Vereine
Hofer gehörte dem SK Rapid Wien an und kam in der Saison 1937/38 in der Nationalliga, der höchsten Spielklasse im österreichischen Fußball, zum Einsatz. Am Saisonende – trotz Annexion durch das Deutsche Reich am 12. März 1938 wurde die Saison zu Ende gespielt – gewann er mit seinem Verein die Meisterschaft.
Von 1938 bis 1941 als stürmte er in der Gauliga Ostmark, von 1941 bis 1945 in der Gauliga Donau-Alpenland. Die anfangs 16, später 23 Gauligen bildeten zur Zeit des Nationalsozialismus die höchste Spielklasse im Deutschen Reich. In dieser Zeit gewann er mit dem SK Rapid Wien zweimal die Gaumeisterschaft, die später als Österreichische Meisterschaft gleichgesetzt wurde; infolge dessen nahm er auch mit ihm an der Endrunde um die Deutsche Meisterschaft teil, aus der die Mannschaft 1941 als Deutscher Meister hervorging. Zudem gewann er 1938 mit dem SK Rapid Wien den Tschammerpokal und bestritt in diesem nationalen Vereinspokal-Wettbewerb insgesamt sieben Spiele. 1944 spielte Hofer als Soldat der Wehrmacht neben Franz „Bimbo“ Binder für die Deutsche Sportgemeinschaft Reichshof, die die deutschen Besatzer in der polnischen Stadt Rzeszów gegründet hatten, und nahm an der Meisterschaft 1943/44 der Gauliga Generalgouvernement teil.
Nach dem Ende des Zweiten Weltkriegs spielte er zum Abschluss seiner aktiven Fußballerkarriere die Saison 1945/46 in der Liga des Wiener Fußball-Verbandes an dessen Ende die Meisterschaft stand.

### Nationalmannschaft
Sein einziges Länderspiel für die A-Nationalmannschaft des Großdeutschen Reiches bestritt er am 27. August 1939 in Bratislava bei der 0:2-Niederlage gegen die Nationalmannschaft der Slowakei.

## Erfolge
- Deutscher Meister 1941
- Österreichischer Meister 1938, 1940, 1941, 1946
- Tschammerpokal-Sieger 1938

## Sonstiges
Hofer war nach dem Ende seiner Fußballerkarriere einige Zeit als Trainer, ab 1960 als Berater des ÖFB tätig und lebte bis zu seinem Tod im Jahr 1990 in Schönbrunn im 13. Wiener Gemeindebezirk Hietzing.